# Frithjof Paul
Frithjof Kurth Paul (* 7. August 1929 in Pfaffengrün; † 26. Mai 2009) war ein deutscher Forstwissenschaftler und Hochschullehrer. 

## Leben und Wirken
Nach dem Schulabschluss ging er 1943 an die Handelsschule in Treuen und holte 1948 das Abitur nach. Anschließend studierte Paul Forstwissenschaft an der Technischen Hochschule in Dresden und promovierte 1957 zum Dr. rer. silv. Danach war er zunächst als Dozent für Forstliche Planung und Rechnungswesen tätig und von 1967 bis 1990 Inhaber des Lehrstuhls für Forstökonomie am Institut für Forstökonomie der Technischen Universität zu Dresden, der späteren Sektion Forstwissenschaft in Tharandt.

## Schriften (Auswahl)
- Beiträge zu den Grundlagen der Forstökonomik. Tharandt 1957.
- Die Belastung der Wälder durch Umwelteinflüsse – eine Herausforderung an die Wissenschaft. 1961.
- Gedanken zur Wirkungsweise des sozialistischen Preistyps in der Forstwirtschaft. Tharandt 1968.
- 175. Geburtstag Emil Adolf Roßmäßlers. In: WZTUD 30 (1981) 4, S. 195.
- (mit Fritz Walter): Forstökonomie. Deutscher Landwirtschaftsverlag, Berlin 1984.